# 에모토 타스쿠
에모토 타스쿠(柄本 佑, 1986년 12월 16일 - )는 일본의 배우이다. 부인은 같은 배우인 안도 사쿠라이다.

## 출연

### 드라마
- 양키 모교로 돌아오다 (2003)
- 세상의 중심에서 사랑을 외치다 (2004)
- 도쿄 타워: 엄마와 나, 때때로 아빠 (2007)
- 늦게 피는 해바라기~나의 인생, 리뉴얼~ (2012년 10월 - 12월, 후지 TV) 마츠모토 히로키 역
- 서점원 미치루의 신상이야기 (2013년 1월 8일 - 3월 12일, NHK) 큐타로 역

등
- 천국과 지옥~사이코 두 사람~ (2021 1월 - 3월, TBS) 와타나베 리쿠 역

### 영화
- 밤의 피크닉 (2006)
- 공기인형 (2009)
- 마호로 역 다다 심부름집 (2011)
- 너의 새는 노래할 수 있어 (2018) - 나 역
- 고양이와 할아버지 (2018) - 와카무라 켄타로 역
- 멋진 다이너마이트 스캔들 (2018)
- 이네무리 이와네 (2019)
- 아르키메데스의 대전 (2019)
- 분화구의 두 사람 (2019) - 켄지 역
- 신체 찾기 (2022)
- 대결! 애니메이션 (2022) - 유키시로 오사무 역
- 신 가면라이더 (2023) - 이치몬지 하야토/ 가면라이더 제2호 역